# Гемеджа-1 тема
Те́ма Ге́меджа-1 — тема в шаховій композиції. Суть теми — перекриття чорними своєї фігури зв'язаної білим ферзем, який в варіантах прямо розв'язує тематичну чорну фігуру, і для оголошення мату використовує її перекриття.

## Історія
Цю ідею запропонував в 1911 році американський шаховий композитор Фредерік Гемедж (21.11.1882 — 24.12.1956).
Після вступного ходу білих виникає загроза, від якої чорні, захищаючись, перекривають по певних лініях зв'язану білим ферзем чорну фігуру. Білий ферзь, оголошуючи мат чорному королю, хоч і прямо розв'язує тематичну чорну фігуру, але використовує тематичне перекриття цієї фігури. Оскільки лінія перекрита, чорна розв'язана фігура не може перешкодити оголошенню мату.
Оскільки є ще одна тема цього проблеміста, ця ідея дістала назву — тема Гемеджа-1.
|   | a | b | c | d | e | f | g | h |   |
| 8 | c8 білий ферзь · b7 білий пішак · d7 чорний пішак · h7 білий слон · a6 білий король · b6 білий кінь · c6 чорний ферзь · h6 білий слон · a5 чорний кінь · b5 чорний пішак · b4 біла тура · d4 біла тура · a3 чорний пішак · c3 чорний король · a2 білий пішак · b1 чорний кінь | c8 білий ферзь · b7 білий пішак · d7 чорний пішак · h7 білий слон · a6 білий король · b6 білий кінь · c6 чорний ферзь · h6 білий слон · a5 чорний кінь · b5 чорний пішак · b4 біла тура · d4 біла тура · a3 чорний пішак · c3 чорний король · a2 білий пішак · b1 чорний кінь | c8 білий ферзь · b7 білий пішак · d7 чорний пішак · h7 білий слон · a6 білий король · b6 білий кінь · c6 чорний ферзь · h6 білий слон · a5 чорний кінь · b5 чорний пішак · b4 біла тура · d4 біла тура · a3 чорний пішак · c3 чорний король · a2 білий пішак · b1 чорний кінь | c8 білий ферзь · b7 білий пішак · d7 чорний пішак · h7 білий слон · a6 білий король · b6 білий кінь · c6 чорний ферзь · h6 білий слон · a5 чорний кінь · b5 чорний пішак · b4 біла тура · d4 біла тура · a3 чорний пішак · c3 чорний король · a2 білий пішак · b1 чорний кінь | c8 білий ферзь · b7 білий пішак · d7 чорний пішак · h7 білий слон · a6 білий король · b6 білий кінь · c6 чорний ферзь · h6 білий слон · a5 чорний кінь · b5 чорний пішак · b4 біла тура · d4 біла тура · a3 чорний пішак · c3 чорний король · a2 білий пішак · b1 чорний кінь | c8 білий ферзь · b7 білий пішак · d7 чорний пішак · h7 білий слон · a6 білий король · b6 білий кінь · c6 чорний ферзь · h6 білий слон · a5 чорний кінь · b5 чорний пішак · b4 біла тура · d4 біла тура · a3 чорний пішак · c3 чорний король · a2 білий пішак · b1 чорний кінь | c8 білий ферзь · b7 білий пішак · d7 чорний пішак · h7 білий слон · a6 білий король · b6 білий кінь · c6 чорний ферзь · h6 білий слон · a5 чорний кінь · b5 чорний пішак · b4 біла тура · d4 біла тура · a3 чорний пішак · c3 чорний король · a2 білий пішак · b1 чорний кінь | c8 білий ферзь · b7 білий пішак · d7 чорний пішак · h7 білий слон · a6 білий король · b6 білий кінь · c6 чорний ферзь · h6 білий слон · a5 чорний кінь · b5 чорний пішак · b4 біла тура · d4 біла тура · a3 чорний пішак · c3 чорний король · a2 білий пішак · b1 чорний кінь | 8 |
| 7 | c8 білий ферзь · b7 білий пішак · d7 чорний пішак · h7 білий слон · a6 білий король · b6 білий кінь · c6 чорний ферзь · h6 білий слон · a5 чорний кінь · b5 чорний пішак · b4 біла тура · d4 біла тура · a3 чорний пішак · c3 чорний король · a2 білий пішак · b1 чорний кінь | c8 білий ферзь · b7 білий пішак · d7 чорний пішак · h7 білий слон · a6 білий король · b6 білий кінь · c6 чорний ферзь · h6 білий слон · a5 чорний кінь · b5 чорний пішак · b4 біла тура · d4 біла тура · a3 чорний пішак · c3 чорний король · a2 білий пішак · b1 чорний кінь | c8 білий ферзь · b7 білий пішак · d7 чорний пішак · h7 білий слон · a6 білий король · b6 білий кінь · c6 чорний ферзь · h6 білий слон · a5 чорний кінь · b5 чорний пішак · b4 біла тура · d4 біла тура · a3 чорний пішак · c3 чорний король · a2 білий пішак · b1 чорний кінь | c8 білий ферзь · b7 білий пішак · d7 чорний пішак · h7 білий слон · a6 білий король · b6 білий кінь · c6 чорний ферзь · h6 білий слон · a5 чорний кінь · b5 чорний пішак · b4 біла тура · d4 біла тура · a3 чорний пішак · c3 чорний король · a2 білий пішак · b1 чорний кінь | c8 білий ферзь · b7 білий пішак · d7 чорний пішак · h7 білий слон · a6 білий король · b6 білий кінь · c6 чорний ферзь · h6 білий слон · a5 чорний кінь · b5 чорний пішак · b4 біла тура · d4 біла тура · a3 чорний пішак · c3 чорний король · a2 білий пішак · b1 чорний кінь | c8 білий ферзь · b7 білий пішак · d7 чорний пішак · h7 білий слон · a6 білий король · b6 білий кінь · c6 чорний ферзь · h6 білий слон · a5 чорний кінь · b5 чорний пішак · b4 біла тура · d4 біла тура · a3 чорний пішак · c3 чорний король · a2 білий пішак · b1 чорний кінь | c8 білий ферзь · b7 білий пішак · d7 чорний пішак · h7 білий слон · a6 білий король · b6 білий кінь · c6 чорний ферзь · h6 білий слон · a5 чорний кінь · b5 чорний пішак · b4 біла тура · d4 біла тура · a3 чорний пішак · c3 чорний король · a2 білий пішак · b1 чорний кінь | c8 білий ферзь · b7 білий пішак · d7 чорний пішак · h7 білий слон · a6 білий король · b6 білий кінь · c6 чорний ферзь · h6 білий слон · a5 чорний кінь · b5 чорний пішак · b4 біла тура · d4 біла тура · a3 чорний пішак · c3 чорний король · a2 білий пішак · b1 чорний кінь | 7 |
| 6 | c8 білий ферзь · b7 білий пішак · d7 чорний пішак · h7 білий слон · a6 білий король · b6 білий кінь · c6 чорний ферзь · h6 білий слон · a5 чорний кінь · b5 чорний пішак · b4 біла тура · d4 біла тура · a3 чорний пішак · c3 чорний король · a2 білий пішак · b1 чорний кінь | c8 білий ферзь · b7 білий пішак · d7 чорний пішак · h7 білий слон · a6 білий король · b6 білий кінь · c6 чорний ферзь · h6 білий слон · a5 чорний кінь · b5 чорний пішак · b4 біла тура · d4 біла тура · a3 чорний пішак · c3 чорний король · a2 білий пішак · b1 чорний кінь | c8 білий ферзь · b7 білий пішак · d7 чорний пішак · h7 білий слон · a6 білий король · b6 білий кінь · c6 чорний ферзь · h6 білий слон · a5 чорний кінь · b5 чорний пішак · b4 біла тура · d4 біла тура · a3 чорний пішак · c3 чорний король · a2 білий пішак · b1 чорний кінь | c8 білий ферзь · b7 білий пішак · d7 чорний пішак · h7 білий слон · a6 білий король · b6 білий кінь · c6 чорний ферзь · h6 білий слон · a5 чорний кінь · b5 чорний пішак · b4 біла тура · d4 біла тура · a3 чорний пішак · c3 чорний король · a2 білий пішак · b1 чорний кінь | c8 білий ферзь · b7 білий пішак · d7 чорний пішак · h7 білий слон · a6 білий король · b6 білий кінь · c6 чорний ферзь · h6 білий слон · a5 чорний кінь · b5 чорний пішак · b4 біла тура · d4 біла тура · a3 чорний пішак · c3 чорний король · a2 білий пішак · b1 чорний кінь | c8 білий ферзь · b7 білий пішак · d7 чорний пішак · h7 білий слон · a6 білий король · b6 білий кінь · c6 чорний ферзь · h6 білий слон · a5 чорний кінь · b5 чорний пішак · b4 біла тура · d4 біла тура · a3 чорний пішак · c3 чорний король · a2 білий пішак · b1 чорний кінь | c8 білий ферзь · b7 білий пішак · d7 чорний пішак · h7 білий слон · a6 білий король · b6 білий кінь · c6 чорний ферзь · h6 білий слон · a5 чорний кінь · b5 чорний пішак · b4 біла тура · d4 біла тура · a3 чорний пішак · c3 чорний король · a2 білий пішак · b1 чорний кінь | c8 білий ферзь · b7 білий пішак · d7 чорний пішак · h7 білий слон · a6 білий король · b6 білий кінь · c6 чорний ферзь · h6 білий слон · a5 чорний кінь · b5 чорний пішак · b4 біла тура · d4 біла тура · a3 чорний пішак · c3 чорний король · a2 білий пішак · b1 чорний кінь | 6 |
| 5 | c8 білий ферзь · b7 білий пішак · d7 чорний пішак · h7 білий слон · a6 білий король · b6 білий кінь · c6 чорний ферзь · h6 білий слон · a5 чорний кінь · b5 чорний пішак · b4 біла тура · d4 біла тура · a3 чорний пішак · c3 чорний король · a2 білий пішак · b1 чорний кінь | c8 білий ферзь · b7 білий пішак · d7 чорний пішак · h7 білий слон · a6 білий король · b6 білий кінь · c6 чорний ферзь · h6 білий слон · a5 чорний кінь · b5 чорний пішак · b4 біла тура · d4 біла тура · a3 чорний пішак · c3 чорний король · a2 білий пішак · b1 чорний кінь | c8 білий ферзь · b7 білий пішак · d7 чорний пішак · h7 білий слон · a6 білий король · b6 білий кінь · c6 чорний ферзь · h6 білий слон · a5 чорний кінь · b5 чорний пішак · b4 біла тура · d4 біла тура · a3 чорний пішак · c3 чорний король · a2 білий пішак · b1 чорний кінь | c8 білий ферзь · b7 білий пішак · d7 чорний пішак · h7 білий слон · a6 білий король · b6 білий кінь · c6 чорний ферзь · h6 білий слон · a5 чорний кінь · b5 чорний пішак · b4 біла тура · d4 біла тура · a3 чорний пішак · c3 чорний король · a2 білий пішак · b1 чорний кінь | c8 білий ферзь · b7 білий пішак · d7 чорний пішак · h7 білий слон · a6 білий король · b6 білий кінь · c6 чорний ферзь · h6 білий слон · a5 чорний кінь · b5 чорний пішак · b4 біла тура · d4 біла тура · a3 чорний пішак · c3 чорний король · a2 білий пішак · b1 чорний кінь | c8 білий ферзь · b7 білий пішак · d7 чорний пішак · h7 білий слон · a6 білий король · b6 білий кінь · c6 чорний ферзь · h6 білий слон · a5 чорний кінь · b5 чорний пішак · b4 біла тура · d4 біла тура · a3 чорний пішак · c3 чорний король · a2 білий пішак · b1 чорний кінь | c8 білий ферзь · b7 білий пішак · d7 чорний пішак · h7 білий слон · a6 білий король · b6 білий кінь · c6 чорний ферзь · h6 білий слон · a5 чорний кінь · b5 чорний пішак · b4 біла тура · d4 біла тура · a3 чорний пішак · c3 чорний король · a2 білий пішак · b1 чорний кінь | c8 білий ферзь · b7 білий пішак · d7 чорний пішак · h7 білий слон · a6 білий король · b6 білий кінь · c6 чорний ферзь · h6 білий слон · a5 чорний кінь · b5 чорний пішак · b4 біла тура · d4 біла тура · a3 чорний пішак · c3 чорний король · a2 білий пішак · b1 чорний кінь | 5 |
| 4 | c8 білий ферзь · b7 білий пішак · d7 чорний пішак · h7 білий слон · a6 білий король · b6 білий кінь · c6 чорний ферзь · h6 білий слон · a5 чорний кінь · b5 чорний пішак · b4 біла тура · d4 біла тура · a3 чорний пішак · c3 чорний король · a2 білий пішак · b1 чорний кінь | c8 білий ферзь · b7 білий пішак · d7 чорний пішак · h7 білий слон · a6 білий король · b6 білий кінь · c6 чорний ферзь · h6 білий слон · a5 чорний кінь · b5 чорний пішак · b4 біла тура · d4 біла тура · a3 чорний пішак · c3 чорний король · a2 білий пішак · b1 чорний кінь | c8 білий ферзь · b7 білий пішак · d7 чорний пішак · h7 білий слон · a6 білий король · b6 білий кінь · c6 чорний ферзь · h6 білий слон · a5 чорний кінь · b5 чорний пішак · b4 біла тура · d4 біла тура · a3 чорний пішак · c3 чорний король · a2 білий пішак · b1 чорний кінь | c8 білий ферзь · b7 білий пішак · d7 чорний пішак · h7 білий слон · a6 білий король · b6 білий кінь · c6 чорний ферзь · h6 білий слон · a5 чорний кінь · b5 чорний пішак · b4 біла тура · d4 біла тура · a3 чорний пішак · c3 чорний король · a2 білий пішак · b1 чорний кінь | c8 білий ферзь · b7 білий пішак · d7 чорний пішак · h7 білий слон · a6 білий король · b6 білий кінь · c6 чорний ферзь · h6 білий слон · a5 чорний кінь · b5 чорний пішак · b4 біла тура · d4 біла тура · a3 чорний пішак · c3 чорний король · a2 білий пішак · b1 чорний кінь | c8 білий ферзь · b7 білий пішак · d7 чорний пішак · h7 білий слон · a6 білий король · b6 білий кінь · c6 чорний ферзь · h6 білий слон · a5 чорний кінь · b5 чорний пішак · b4 біла тура · d4 біла тура · a3 чорний пішак · c3 чорний король · a2 білий пішак · b1 чорний кінь | c8 білий ферзь · b7 білий пішак · d7 чорний пішак · h7 білий слон · a6 білий король · b6 білий кінь · c6 чорний ферзь · h6 білий слон · a5 чорний кінь · b5 чорний пішак · b4 біла тура · d4 біла тура · a3 чорний пішак · c3 чорний король · a2 білий пішак · b1 чорний кінь | c8 білий ферзь · b7 білий пішак · d7 чорний пішак · h7 білий слон · a6 білий король · b6 білий кінь · c6 чорний ферзь · h6 білий слон · a5 чорний кінь · b5 чорний пішак · b4 біла тура · d4 біла тура · a3 чорний пішак · c3 чорний король · a2 білий пішак · b1 чорний кінь | 4 |
| 3 | c8 білий ферзь · b7 білий пішак · d7 чорний пішак · h7 білий слон · a6 білий король · b6 білий кінь · c6 чорний ферзь · h6 білий слон · a5 чорний кінь · b5 чорний пішак · b4 біла тура · d4 біла тура · a3 чорний пішак · c3 чорний король · a2 білий пішак · b1 чорний кінь | c8 білий ферзь · b7 білий пішак · d7 чорний пішак · h7 білий слон · a6 білий король · b6 білий кінь · c6 чорний ферзь · h6 білий слон · a5 чорний кінь · b5 чорний пішак · b4 біла тура · d4 біла тура · a3 чорний пішак · c3 чорний король · a2 білий пішак · b1 чорний кінь | c8 білий ферзь · b7 білий пішак · d7 чорний пішак · h7 білий слон · a6 білий король · b6 білий кінь · c6 чорний ферзь · h6 білий слон · a5 чорний кінь · b5 чорний пішак · b4 біла тура · d4 біла тура · a3 чорний пішак · c3 чорний король · a2 білий пішак · b1 чорний кінь | c8 білий ферзь · b7 білий пішак · d7 чорний пішак · h7 білий слон · a6 білий король · b6 білий кінь · c6 чорний ферзь · h6 білий слон · a5 чорний кінь · b5 чорний пішак · b4 біла тура · d4 біла тура · a3 чорний пішак · c3 чорний король · a2 білий пішак · b1 чорний кінь | c8 білий ферзь · b7 білий пішак · d7 чорний пішак · h7 білий слон · a6 білий король · b6 білий кінь · c6 чорний ферзь · h6 білий слон · a5 чорний кінь · b5 чорний пішак · b4 біла тура · d4 біла тура · a3 чорний пішак · c3 чорний король · a2 білий пішак · b1 чорний кінь | c8 білий ферзь · b7 білий пішак · d7 чорний пішак · h7 білий слон · a6 білий король · b6 білий кінь · c6 чорний ферзь · h6 білий слон · a5 чорний кінь · b5 чорний пішак · b4 біла тура · d4 біла тура · a3 чорний пішак · c3 чорний король · a2 білий пішак · b1 чорний кінь | c8 білий ферзь · b7 білий пішак · d7 чорний пішак · h7 білий слон · a6 білий король · b6 білий кінь · c6 чорний ферзь · h6 білий слон · a5 чорний кінь · b5 чорний пішак · b4 біла тура · d4 біла тура · a3 чорний пішак · c3 чорний король · a2 білий пішак · b1 чорний кінь | c8 білий ферзь · b7 білий пішак · d7 чорний пішак · h7 білий слон · a6 білий король · b6 білий кінь · c6 чорний ферзь · h6 білий слон · a5 чорний кінь · b5 чорний пішак · b4 біла тура · d4 біла тура · a3 чорний пішак · c3 чорний король · a2 білий пішак · b1 чорний кінь | 3 |
| 2 | c8 білий ферзь · b7 білий пішак · d7 чорний пішак · h7 білий слон · a6 білий король · b6 білий кінь · c6 чорний ферзь · h6 білий слон · a5 чорний кінь · b5 чорний пішак · b4 біла тура · d4 біла тура · a3 чорний пішак · c3 чорний король · a2 білий пішак · b1 чорний кінь | c8 білий ферзь · b7 білий пішак · d7 чорний пішак · h7 білий слон · a6 білий король · b6 білий кінь · c6 чорний ферзь · h6 білий слон · a5 чорний кінь · b5 чорний пішак · b4 біла тура · d4 біла тура · a3 чорний пішак · c3 чорний король · a2 білий пішак · b1 чорний кінь | c8 білий ферзь · b7 білий пішак · d7 чорний пішак · h7 білий слон · a6 білий король · b6 білий кінь · c6 чорний ферзь · h6 білий слон · a5 чорний кінь · b5 чорний пішак · b4 біла тура · d4 біла тура · a3 чорний пішак · c3 чорний король · a2 білий пішак · b1 чорний кінь | c8 білий ферзь · b7 білий пішак · d7 чорний пішак · h7 білий слон · a6 білий король · b6 білий кінь · c6 чорний ферзь · h6 білий слон · a5 чорний кінь · b5 чорний пішак · b4 біла тура · d4 біла тура · a3 чорний пішак · c3 чорний король · a2 білий пішак · b1 чорний кінь | c8 білий ферзь · b7 білий пішак · d7 чорний пішак · h7 білий слон · a6 білий король · b6 білий кінь · c6 чорний ферзь · h6 білий слон · a5 чорний кінь · b5 чорний пішак · b4 біла тура · d4 біла тура · a3 чорний пішак · c3 чорний король · a2 білий пішак · b1 чорний кінь | c8 білий ферзь · b7 білий пішак · d7 чорний пішак · h7 білий слон · a6 білий король · b6 білий кінь · c6 чорний ферзь · h6 білий слон · a5 чорний кінь · b5 чорний пішак · b4 біла тура · d4 біла тура · a3 чорний пішак · c3 чорний король · a2 білий пішак · b1 чорний кінь | c8 білий ферзь · b7 білий пішак · d7 чорний пішак · h7 білий слон · a6 білий король · b6 білий кінь · c6 чорний ферзь · h6 білий слон · a5 чорний кінь · b5 чорний пішак · b4 біла тура · d4 біла тура · a3 чорний пішак · c3 чорний король · a2 білий пішак · b1 чорний кінь | c8 білий ферзь · b7 білий пішак · d7 чорний пішак · h7 білий слон · a6 білий король · b6 білий кінь · c6 чорний ферзь · h6 білий слон · a5 чорний кінь · b5 чорний пішак · b4 біла тура · d4 біла тура · a3 чорний пішак · c3 чорний король · a2 білий пішак · b1 чорний кінь | 2 |
| 1 | c8 білий ферзь · b7 білий пішак · d7 чорний пішак · h7 білий слон · a6 білий король · b6 білий кінь · c6 чорний ферзь · h6 білий слон · a5 чорний кінь · b5 чорний пішак · b4 біла тура · d4 біла тура · a3 чорний пішак · c3 чорний король · a2 білий пішак · b1 чорний кінь | c8 білий ферзь · b7 білий пішак · d7 чорний пішак · h7 білий слон · a6 білий король · b6 білий кінь · c6 чорний ферзь · h6 білий слон · a5 чорний кінь · b5 чорний пішак · b4 біла тура · d4 біла тура · a3 чорний пішак · c3 чорний король · a2 білий пішак · b1 чорний кінь | c8 білий ферзь · b7 білий пішак · d7 чорний пішак · h7 білий слон · a6 білий король · b6 білий кінь · c6 чорний ферзь · h6 білий слон · a5 чорний кінь · b5 чорний пішак · b4 біла тура · d4 біла тура · a3 чорний пішак · c3 чорний король · a2 білий пішак · b1 чорний кінь | c8 білий ферзь · b7 білий пішак · d7 чорний пішак · h7 білий слон · a6 білий король · b6 білий кінь · c6 чорний ферзь · h6 білий слон · a5 чорний кінь · b5 чорний пішак · b4 біла тура · d4 біла тура · a3 чорний пішак · c3 чорний король · a2 білий пішак · b1 чорний кінь | c8 білий ферзь · b7 білий пішак · d7 чорний пішак · h7 білий слон · a6 білий король · b6 білий кінь · c6 чорний ферзь · h6 білий слон · a5 чорний кінь · b5 чорний пішак · b4 біла тура · d4 біла тура · a3 чорний пішак · c3 чорний король · a2 білий пішак · b1 чорний кінь | c8 білий ферзь · b7 білий пішак · d7 чорний пішак · h7 білий слон · a6 білий король · b6 білий кінь · c6 чорний ферзь · h6 білий слон · a5 чорний кінь · b5 чорний пішак · b4 біла тура · d4 біла тура · a3 чорний пішак · c3 чорний король · a2 білий пішак · b1 чорний кінь | c8 білий ферзь · b7 білий пішак · d7 чорний пішак · h7 білий слон · a6 білий король · b6 білий кінь · c6 чорний ферзь · h6 білий слон · a5 чорний кінь · b5 чорний пішак · b4 біла тура · d4 біла тура · a3 чорний пішак · c3 чорний король · a2 білий пішак · b1 чорний кінь | c8 білий ферзь · b7 білий пішак · d7 чорний пішак · h7 білий слон · a6 білий король · b6 білий кінь · c6 чорний ферзь · h6 білий слон · a5 чорний кінь · b5 чорний пішак · b4 біла тура · d4 біла тура · a3 чорний пішак · c3 чорний король · a2 білий пішак · b1 чорний кінь | 1 |
|   | a | b | c | d | e | f | g | h |   |

FEN: 2Q5/1P1p3B/KNq4B/np6/1R1R4/p1k5/P7/1n6
1. Rh4! ~ Zz
1. … d6 2. Qh8#
1. … d5 2. Qh3#
- — - — - — -
1. … Q ~ 2. Sd5#
Після вступного ходу білих чорні опиняються в стані цугцвангу. Тематичні ходи чорного пішака «d7» перекривають зв'язаного чорного ферзя. Білі використовують ці перекриття — білий ферзь оголошує мат по певній лінії, недосяжній для чорного ферзя, хоча він на момент оголошення мату є розв'язаний.